# Federación Internacional de Helsinki para los Derechos Humanos
La International Helsinki Federation for Human Rights (Federación Internacional de Helsinki para los Derechos Humanos, IHF) es una federación de organizaciones no gubernamentales sin fines de lucro que actúan para proteger los Derechos Humanos en toda Europa, América del Norte y Asia Central. Su objetivo principal es vigilar el cumplimiento de las disposiciones sobre Derechos Humanos de la Conferencia sobre la Seguridad y la Cooperación en Europa(1973).
Fue fundada en 1982, inspirada en parte por un llamamiento del doctor Andréi Sájarov para la creación de un "comité internacional unificado para defender a todos los firmantes del Acta de Helsinki y también para coordinar sus trabajos. 
Los miembros originales fueron los comités independientes de Helsinki de Alemania, Austria, Bélgica, Canadá, Francia, Holanda, Noruega, Suecia y los Estados Unidos, y se estableció una secretaría internacional en Viena. La secretaría apoya y sirve de enlace a los comités de Helsinki y los grupos de Derechos Humanos, y los representa en el plano político internacional. 